# Moja 3 zida
Moja 3 zida je hrvatska humoristična televizijska serija koncipirana kao spoj kazališnog i filmskog nastupa. Nastala je u produkciji Castor Multimedije, prema formatu njemačke humoristične serije Schillerstraße.  Serija je snimljena u kazalištu pred publikom, dok je radnja potpuno improvizirana.

## Radnja
Glavni lik ove serije je Jadranka, a sva događanja odvijaju se u njezinom stanu. U stanu živi sama, no gledatelji se u svakoj epizodi se susreću s nekim od njezinih prijatelja: Ozren, Jerko, Areta, Hrvoje, Csilla i Dražen. Svaka epizoda donosi nove dogodovštine, a publika kao i glumci ne znaju što ih čeka.

## Glumačka postava

### Glavne uloge
| Glumac/glumica        | Lik                   | Godina u seriji |
| --------------------- | --------------------- | --------------- |
| Jadranka Đokić        | Jadranka Đokić        | 2009.           |
| Ozren Grabarić        | Ozren Grabarić        | 2009.           |
| Jerko Marčić          | Jerko Marčić          | 2009.           |
| Areta Ćurković        | Areta Ćurković        | 2009.           |
| Hrvoje Barišić        | Hrvoje Barišić        | 2009.           |
| Marko Makovičić       | modernator            | 2009.           |
| Csilla Barath Bastaić | Csilla Barath Bastaić | 2009.           |
| Dražen Šivak          | Dražen Šivak          | 2009.           |

### Gostujuće uloge
- Jasna Zlokić kao Jasna Zlokić (3. epizoda)
- Miroslav Blažević kao Miroslav Blažević (4. epizoda)
- Amar Bukvić kao Amar Bukvić (7. epizoda)
- Ana Begić kao Ana Begić (10. epizoda)
- Stojan Matavulj kao Stojan Matavulj (12. epizoda)
- Almira Osmanović kao Almira Osmanović (12. epizoda)
- Željko Vukmirica kao Željko Vukmirica (14. epizoda)
- Mario Kovač kao Mario Kovač (15. epizoda)
- Dijana Vidušin kao Dijana Vidušin (16. epizoda)
- Nikša Butijer kao Nikša Butijer (18. epizoda)
- TBF kao TBF (20. epizoda)

## Prikazivanje
Moja 3 zida započinje s prikazivanjem u veljači 2009. godine na RTL Televiziji, no zbog slabe gledanosti i velike potražnje za ponovnim emitiranjem repriza emisije Hrvatska traži zvijezdu, program je ukinut.
Od 17. rujna do 26. studenoga 2011., preostale epizode premijerno su bile prikazane na kanalu RTL 2.

## Epizode
| Br. | Naslov                      | Prikazivanje        |
| --- | --------------------------- | ------------------- |
| 1.  | nepoznato                   | 3. veljače 2009.    |
| 2.  | nepoznato                   | 10. veljače 2009.   |
| 3.  | nepoznato                   | 17. veljače 2009.   |
| 4.  | nepoznato                   | 24. veljače 2009.   |
| 5.  | nepoznato                   | 3. ožujka 2009.     |
| 6.  | nepoznato                   | 10. ožujka 2009.    |
| 7.  | "Jadranka je našla dečka!?" | 2. lipnja 2009.     |
| 8.  | nepoznato                   | 9. lipnja 2009.     |
| 9.  | "Pokvareni kompjuter"       | 16. lipnja 2009.    |
| 10. | "Davno zaboravljena žena"   | 17. rujna 2011.     |
| 11. | "Hrvojev zamorac"           | 24. rujna 2011.     |
| 12. | "Roditelji-detektivi"       | 1. listopada 2011.  |
| 13. | "Jerkov dodatni posao"      | 8. listopada 2011.  |
| 14. | "Prezentacijska prodaja"    | 15. listopada 2011. |
| 15. | "Jerko i beskućnik"         | 22. listopada 2011. |
| 16. | "Ljubavna groznica"         | 29. listopada 2011. |
| 17. | "Beauty-day"                | 5. studenoga 2011.  |
| 18. | "Dražen i kamatar"          | 12. studenoga 2011. |
| 19. | nepoznato                   | 19. studenoga 2011. |
| 20. | "Jadrankina noćna mora"     | 26. studenoga 2011. |

## Vanjske poveznice
- Moja 3 zida u internetskoj bazi filmova IMDb-a